# Список керівників держав 411 року
Список керівників держав 411 року — це перелік правителів країн світу 411 року.
Список керівників держав 410 року — 411 рік — Список керівників держав 412 року — Список керівників держав за роками

## Європа
- Арморика — Градлон Великий (395—424)
- Боспорська держава — цар Тейран II (391/402—421)
- Королівство бургундів — Ґундагар (не пізніше 406—436)
- плем'я вандалів — король Гундерік (406—418)
- король вестготів — Атаульф (410—415)
- плем'я гунів — цар Улдін (390—412); Донат (390—412)
- Дал Ріада — Ерк мак Ехах (400—474)
- Дівед — Клотрі ап Глоїтгвін (410—421)
- Думнонія — Кономор ап Тутвал (410—435)
- Ебраук — Коель Старий (400—420)
- Ірландія — верховний король Нат І мак Фіахрах (405—428)
- Римська імперія:
  - захід — Гонорій (395—423)
  - схід — Феодосій II (408—450)
- Королівство свевів — Гермерік (409—438)
- Святий Престол — папа римський — Інокентій I (401—417)
- Візантійський єпископ — Аттик (406—425)

## Азія
- Близький Схід:
  - Гассаніди — Аль-Ну'ман III ібн Амр (391—418)
  - Лахміди — Ан-Нуман I (405? — 418)
- Диньяваді (династія Сур'я) — раджа Тюрія Вунна (375—418)
- Іберійське царство — цар Мітрідат IV (409—411); Арчіл I (411—435)
- Велика Вірменія — Врамшапух (392/400 — 414)
- Кавказька Албанія — цар Асай (399—413)
- Індія:
  - Царство Вакатаків — магараджа Дамодарасена (405/410—415/420)
  - Імперія Гуптів — Чандрагупта II (380—415)
  - Західні Кшатрапи — махакшатрап Рудрасімха III (388—395/415)
  - Держава Кадамба — Багітарха (390-415)
  - Раджарата — раджа Упатісса I (370—412)
- Індонезія:
  - Тарума — Пурнаварман (395—434)
- Фунанське королівство — Каундінья II (400—430)
- Китай:
  - Династія Цзінь — Сима Децзун (397—419)
  - Туюхун (Тогон) — Мужун Шулогань (405—417)
  - Династія Пізня Цінь — Яо Сін (394—416)
  - Династія Пізня Янь — Гао Юнь (407—409)
  - Династія Північна Вей — Мін-юань-ді (409—423)
  - Жужанський каганат — Юйцзюлюй Хулюй (410—414)
  - Династія Південна Лян — Туфа Жутань (402—414)
  - Ся (держава) — Хелянь Бобо (407—425)
- Корея:
  - Кая (племінний союз) — ван Чваджи (407—421)
  - Когурьо — тхеван (король) Квангетхо (391—413)
  - Пекче — король Чонджи (405—420)
  - Сілла — ісагим (король) Сільсон (402—417)
- Паган — король К'яунг Ту Іт (387—412)
- Персія:
  - Держава Сасанідів — шахіншах Єздигерд I (399—421)
- Тямпа — Бхадраварман I (377/380 — 413)
- Хим'яр — Абукаріб Ас'ад (410—435)
- Японія — Імператор Інґьо (410-453)

## Північна Америка
- Мутульське царство — Сіхях-Чан-К'авііль II(411—456)
- Теотіуакан — Атлатлькавак (374—439)